# Blitzkreuz-Tour
Die Blitzkreuz-Tour war eine Konzertreise der deutschen Metalcore-Band Callejon, die zwischen Oktober und November 2012 mit insgesamt zwölf Konzerten durch Deutschland und Österreich führte, um für das Album Blitzkreuz zu werben. Die Tour begann am 24. Oktober 2012 mit einem Auftritt im Hirsch in Nürnberg und endete am 10. November in der Live Music Hall in Köln. Die Gruppe spielte außerdem in Saarbrücken, Wien, Münster, Leipzig, Karlsruhe, Frankfurt am Main, Berlin, München, Hannover und Hamburg. Der Auftritt in Wien war während dieser Tour das einzige Konzert in Österreich. Manche Shows dieser Konzertreise waren ausverkauft, unter anderem in Berlin und Köln. Laut einem Beitrag auf Mediacenter war die komplette Tour ausverkauft. Gesponsert wurde die Tour von Fuze, Metal Hammer, In-Your-Face.de, Impericon, Monster Energy-Drink und Kingstan max. Auf dieser Tour wurden Stücke der Alben Zombieactionhauptquartier, Videodrom und Blitzkreuz gespielt.
Als Vorgruppe spielten Eskimo Callboy aus Castrop-Rauxel und das Elektro-Projekt WassBass von K.I.Z-Sänger Nico. Dieser stand zudem bei den Songs Porn from Spain und Porn from Spain II gemeinsam mit Callejon als Gastsänger auf der Bühne. Bereits im Juni spielte die Band gemeinsam mit WassBass vier Konzerte, um auf die Blitzkreuz-Tour aufmerksam zu machen.

## Tour-Abschluss in Köln

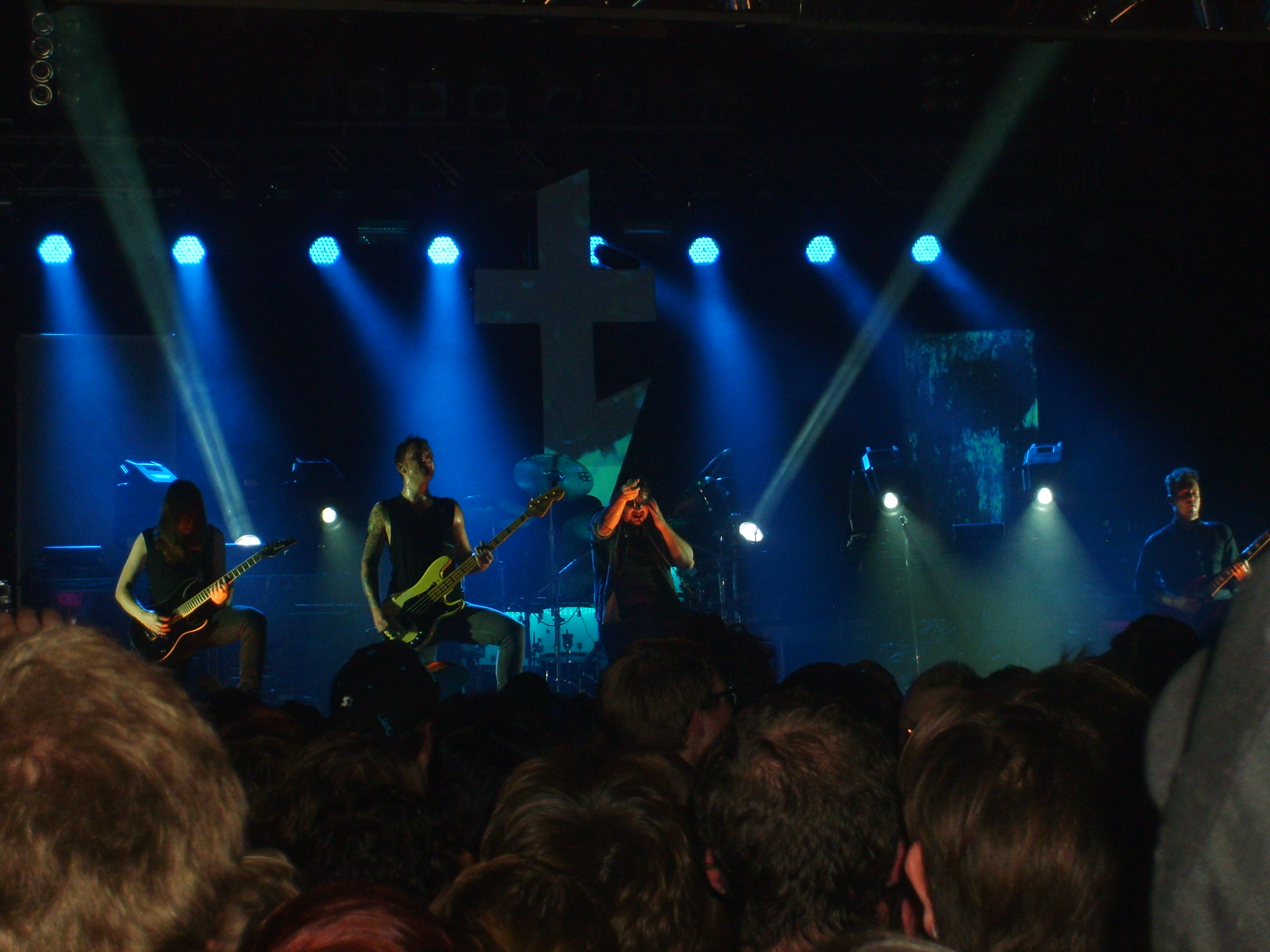
Callejon spielen ihren Song „Atlantis“ in Köln

Am 10. November 2012 spielte die Gruppe in der Live Music Hall in Köln ihr letztes Konzert der Tournee. Allerdings ereignete sich gegen 22 Uhr ein Unfall. Teile der Saaldecke, die aus Gipskarton bestand, fiel auf Besucher der vorderen Reihen und verletzten dabei elf Besucher. Neun von ihnen wurden mit Prellungen und Schürfwunden ins Krankenhaus gebracht. Zeitweise bestand der Verdacht, dass eine Person sich unbefugt durch eine Dachluke geschlichen und so das Unglück ausgelöst habe. Die Musiker und Ordnungskräfte der Live Music Hall sorgten für eine geordnete Evakuierung des Geländes und verhinderten so eine Massenpanik. Die Gruppe gab noch am selben Abend bekannt, dass das Konzert wiederholt werde und die Eintrittskarten für diesen Abend ihre Gültigkeit behalten. Zeitweise ermittelte die Kriminalpolizei wegen fahrlässiger Körperverletzung.
Am 12. November 2012 wurde die Stelle, an denen die Deckenverkleidung herunterfiel, inspiziert. Der Verdacht einer Manipulation bestätigte sich nicht. Untersuchungen ergaben stattdessen, dass Verschleiß für den Absturz der 25 Quadratmeter großen Gipsplatte verantwortlich seien. Das Bauamt ordnete den kompletten Abriss der Zwischendecke an. Diese wurde noch in der Nacht komplett entfernt, damit das Konzert der Berliner Rockband Bonaparte am 13. November 2012 stattfinden kann.